# Etal Castle
Etal Castle är ett slott i Storbritannien.   Det ligger i grevskapet och kommunen Northumberland i riksdelen England, i den centrala delen av landet, 500 km norr om huvudstaden London. Etal Castle ligger 42 meter över havet.
Terrängen runt Etal Castle är huvudsakligen platt, men söderut är den kuperad. Runt Etal Castle är det ganska glesbefolkat, med 25 invånare per kvadratkilometer. Närmaste större samhälle är Berwick-upon-Tweed, 16,9 km norr om Etal Castle. Trakten runt Etal Castle består i huvudsak av gräsmarker.